# Ilifredes
Ilifredes (en grec: Ειλιφρέδας) va ser un oficial de l'exèrcit romà d'Orient del segle VI, actiu durant el regnat de l'emperador Maurici (r. 582–602). Segons Teofilacte Simocata, hauria exercit la funció de dux de la Fenícia Libanense. Apareix per primera vegada en 586, quan va comandar, al costat de Apsic, l'ala esquerra de l'exèrcit romà a la batalla de Solacó. Reapareix a la primavera del 588, quan va estar estacionat a Monokarton, a Mesopotàmia, amb el magister militum per Orientem Prisc. El 18 d'abril, dia de la Pasqua, l'exèrcit local es va amotinar i Ilifredes va ser l'encarregat d'exhibir una imatge de Crist amb la intenció de calmar els ànims; aquest pla va fallar, doncs els soldats van acabar apedregant la imatge.